# Borovce
Borovce (in ungherese Vágbori) è un comune della Slovacchia facente parte del distretto di Piešťany, nella regione di Trnava.